# Santo Antônio de Lisboa
Santo Antônio de Lisboa è un comune del Brasile nello Stato del Piauí, parte della mesoregione del Sudeste Piauiense e della microregione di Pio IX.